# Archostemata
Sous-ordre
Les Archostemata sont un des quatre sous-ordres de coléoptères.
Les Archostemata sont le plus petit sous-ordre de coléoptères. Moins de 50 espèces sont connues à ce jour et sont considérées comme rares et archaïques, avec de nombreuses caractéristiques primitives. Aujourd’hui cinq familles sont considérées, les Crowsoniellidae, les Cupedidae, les Jurodidae, les Micromalthidae (dont Micromalthus debilis est le seul représentant), et les Ommatidae.

## Liste des sous-taxons
Selon ITIS (27 août 2014) :
- famille Crowsoniellidae Iablokoff-Khnzorian, 1983
- famille Cupedidae Laporte, 1836
- famille Jurodidae Ponomarenko, 1985
- famille Micromalthidae Barber, 1913
- famille Ommatidae Sharp & Muir, 1912

Selon NCBI (27 août 2014) :
- famille Cupedidae
  - genre Cupes
    - Cupes capitatus

  - genre Distocupes
  - genre Priacma
    - Priacma serrata

  - genre Prolixocupes
    - Prolixocupes lobiceps

  - genre Tenomerga
    - Tenomerga anguliscutus
    - Tenomerga cinerea
- famille Micromalthidae
  - genre Micromalthus
    - Micromalthus debilis
- famille Ommatidae
  - genre Tetraphalerus
    - Tetraphalerus bruchi

Selon Paleobiology Database (27 août 2014) :
- Crowsoniellidae
- Cupedidae
- Cupediformia
- Micromalthidae
- Ommatidae
- Rhombocoleidae
- Obrieniidae †
- Magnocoleidae †
- Triadocupedidae †